# Aquaman (film)
Aquaman är en amerikansk superhjältefilm baserad på seriefiguren med samma namn från DC Comics och distribuerad av Warner Bros. Pictures. Den är avsedd att vara den sjätte installationen i det gemensamma filmuniversumet DC Extended Universe. Filmen regisseras av James Wan, utifrån ett manus av Will Beall, som i sin tur baseras på en synopsis av Wan och Geoff Johns. I filmen medverkar skådespelarna Jason Momoa, Amber Heard, Yahya Abdul-Mateen II, Patrick Wilson, Dolph Lundgren, Temuera Morrison, Nicole Kidman och Willem Dafoe.
Filmen hade biopremiär i Sverige den 14 december 2018, utgiven av Warner Bros. En uppföljare, Aquaman and the Lost Kingdom, är planerad att ha premiär i Sverige den 25 december 2023.

## Handling
1985 i Maine räddar fyrvaktaren Thomas Curry, Atlanna, drottningen av undervattensriket Atlantis, under en storm. De blir förälskade och får en son som heter Arthur, som har makten att kommunicera med havsdjur. När atlantiska soldater utsända av kung Orvax (härskaren över Atlantis) anländer för att fånga Atlanna, som flydde från hennes arrangerade äktenskap, tvingas hon lämna sin familj för att skydda dem från sitt folk. Hon lovar att återvända när det är säkert och åker tillbaka till Atlantis och anförtror sin rådgivare, Nuidis Vulko, att träna Arthur. Arthur blir en skicklig krigare och avvisar Atlantis när han får veta att Atlanna avrättades av Orvax för att han älskade en människa och hade en halvblodsson.
I nutid så har Arthur blivit känd som metamänniskan dubbad som "Aquaman" av allmänheten. Ett år efter Steppenwolfs nederlag konfronterar Arthur pirater som kapar en rysk ubåt. Deras ledare, Jesse Kane, dödas, vilket leder till att hans son David lovar hämnd. Kung Orm Marius, Orvaxs son (nu Atlantis nya härskare) och Arthurs yngre halvbror, övertygar kung Nereus av Xebel att hjälpa till att ena Atlantis och förstöra ytvärlden för att ha förorenat haven. Om Orm förenar alla fyra kungadömena kommer han att få titeln Ocean Master, befälhavare för den mäktigaste styrkan på planeten.
Nereus dotter Mera, förlovad med Orm, vägrar hjälpa dem och ber Arthur att ta sin rättmätiga plats som kung. Arthur följer med henne till Atlantis efter att Orm skickat en tsunami som nästan dödat hans far. Vulko uppmanar honom att hitta Atlans treudd, för att återta sin rättmätiga plats som kung. De överfalls av Orms män och Arthur tillfångatas. Orm beskyller på honom för Atlannas död och dödar nästan honom i en duell innan Mera räddar honom. Arthur och Mera reser till det fallna ökenriket gömt under Sahara, där treudden smiddes, och låser upp ett holografiskt meddelande som leder dem till Sicilien, Italien, där de hämtar treuddens koordinater.
Orm ger David en atlantisk stridsrustning för att döda Arthur, fängslar Vulko och tvingar fiskmännens kungarike att lova honom sin trohet genom att döda deras kung. Det avslöjas att Orm anlitade David och hans far för att kapa den ryska ubåten för att vinna Nereus stöd. En bepansrad David döper om sig själv till Black Manta men Arthur besegrar honom. Arthur och Mera hamnar i Trenchernas kungarike och tvingas ta en undervattensström som transporterar dem till ett okänt hav i jordens mittpunkt. De återförenas med Atlanna, som offrades till Trencherna för Arthurs oäkta födelse för 20 år sedan. Hon hade dock överlevt och rymt till det okända havet utan att kunna hitta tillbaka.
Arthur möter Karathen, ett mytiskt havsmonster och treuddens väktare. Han återtar treudden, vilket ger honom kontroll över de sju haven. Orm leder sin armé mot kungariket av ''Brinerna'' för att utropa sig själv till Ocean Master, medan Arthur leder en armé av marina varelser mot honom. Orms anhängare omfamnar Arthur som den sanne kungen när de får veta att han använder Atlans treudd. Arthur duellerar och skonar Orms liv, och Orm accepterar hans fängslan efter att ha upptäckt att Arthur räddat deras mamma. Atlanna återförenas med Thomas, medan Arthur kliver upp till tronen.
I en eftertextscen räddas David av Dr. Stephen Shin, en marinforskare och konspirationsteoretiker som är besatt av Atlantis, och går med på att leda Shin dit i utbyte mot hjälp i hans hämnd på Arthur.

## Rollista
- Jason Momoa – Arthur Curry / Aquaman
- Amber Heard – Mera
- Willem Dafoe – Nuidis Vulko
- Patrick Wilson – Orm Marius / Ocean Master
- Nicole Kidman – Drottning Atlanna
- Dolph Lundgren – Kung Nereus
- Yahya Abdul-Mateen II – David Kane / Black Manta
- Temuera Morrison – Thomas Curry
- Ludi Lin – Kapten Murk
- Michael Beach – Jesse Kane
- Randall Park – Dr. Stephen Shin
- Graham McTavish – Kung Atlan
- Julie Andrews – Karathen (röst)
- John Rhys-Davies – Brine King (röst)
- Djimon Hounsou – Kung Ricou (röst)

## Produktion

### Utveckling
År 2004 rapporterade FilmJerk.com att Entertainments Alan och Peter Riche planerade att filmatisera Aquaman för Warner Bros. med debutantförfattaren Ben Grant som filmens manusförfattare, men den blev aldrig av. I juli 2009 rapporterades det att Aquaman var i utvecklingsstadiet hos Leonardo DiCaprios Appian Way och att Warners VD Barry Meyer sagt att filmen är på gång. År 2013 berättade en källa från Warner Bros via The Wrap att de diskuterade möjligheterna att få se fler Man of Steel filmer, samt filmer om Superman/Batman, Wonder Woman och Aquaman. Geoff Johns berättade för tidningen Variety att Aquaman är en av de seriefigurer som prioteras av studion. Den 12 augusti 2014 tillkännagavs det att Warner Bros. hade anlitat manusförfattarna Will Beall och Kurt Johnstad för att skriva två separata manus för en kommande Aquaman-film. Filmen var satt att utvecklas på dubbla spår, vilket innebar att två manus skulles skrivas, ett av Beall och ett av Johnstad, men att enbart den bästa versionen skulle gå vidare.
Den 10 april 2015 rapporterade The Hollywod Reporter att regissören James Wan är förstahandsvalet att regissera filmen. I juni 2015 bekräftades det att Wan skulle regissera filmen och se över manuset som Kurt Johnstad hade skrivit. Den 12 november 2015 anlitades David Leslie Johnson för att skriva manuset, men det var emellertid oklart om han skulle skriva ett separat manus eller samarbeta med Wan. Det tillkännagavs senare att de tidigare manusplanerna hade övergetts och att både Wan och Johns planerade att gå vidare med ett nytt manus av manusförfattaren Will Beall. Förproduktionen inleddes i Australien i slutet av november 2016.

### Rollbesättning
I en intervju den 20 oktober 2014 med ComicBook.com, avslöjade Jason Momoa att filmen Justice League skulle komma först, och att det var det som de förberedde sig för, samt att han inte visste  om Aquaman-filmen skulle utspela sig före eller efter Justice League. Han trodde att den kan skildra var Aquaman kommer ifrån. Warner Bros. tillkännagav att Aquaman som den sjunde installationen i filmuniversumet DC Extended Universe, med Jason Momoa i huvudrollen. I december 2014 avslöjades det att Momoa hade skrivit på ett kontrakt om fyra filmer med studion och DC, samt att han ville att Zack Snyder skulle regissera filmen. Den 13 januari 2016 tillkännagav The Hollywood Reporter att Amber Heard hade ingått förhandlingar om att spela den kvinnliga huvudrollen Mera, Aquamans kärleksintresse, en roll som bekräftades två månader senare. I april 2016 blev det klart att Willem Dafoe skulle spela rollen som Nuidis Vulko. Den 12 december 2016 bekräftades det att Patrick Wilson kommer att spela den skurkaktige Ocean Master, Aquamans halvbror. Den 31 januari 2017 blev det klart att Yahya Abdul-Mateen II skulle spela skurken Black Manta.

### Inspelningarna
Inspelningarna drog igång i Australien den 2 maj 2017, under arbetstiteln Ahab. En majoritet av filmen kommer att spelas in vid Village Roadshow Studios i Gold Coast, Queensland. Inspelningar kommer även att äga rum i Newfoundland, Sicilien och Tunisien.

## Premiär
Aquaman hade premiär i 3D och IMAX den 21 december 2018. Den har tidigare haft datumen 5 oktober 2018 och 27 juli 2018 som tilltänkta premiärdatum.

## Framtid

### Uppföljare
I januari 2019 bekräftades uppföljaren officiellt att vara under utveckling. Warner Bros. bekräftade via The Hollywood Reporter att studion har fastställt ett släppdatum den 16 december 2022. Yahya Abdul-Mateen II berättade för Uproxx att han kommer att återupprepa sin roll som Black Manta för uppföljaren.

### Spin-off
I februari 2019 tillkännagav Warner Bros. att en spin-off kallad The Trench var under utveckling. Filmen kommer att fokusera på de amfibiska monster som Arthur och Mera mötte.